# Großmutz
Großmutz ist ein Ortsteil der Gemeinde Löwenberger Land im Norden des Landes Brandenburg.

## Geographie

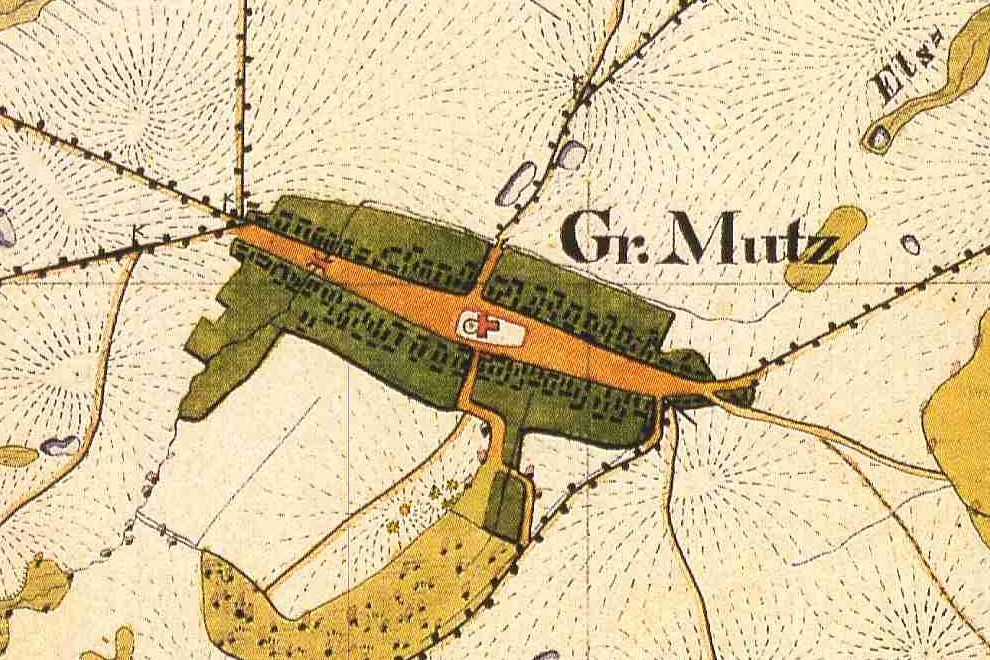
Großmutz auf einem Messtischblatt der Preußischen Uraufnahme von 1825

Großmutz liegt im Süden des Naturraums der Granseer Platte. Es grenzt im Norden an die Stadt Gransee, im Osten an den Ortsteil Gutengermendorf, im Süden an den Ortsteil Hoppenrade sowie im Westen an den Ortsteil Glambeck. Im Südwesten liegt das Naturschutzgebiet Harenzacken.

## Geschichte
Großmutz wurde 1323 als Wendescemustiz erstmals urkundlich erwähnt. Der Ortsname wandelte sich in der Folgezeit über Wendisch Mutz (1525) und Grotte Musch (1540). Seit 1323 gehörte es zum Zisterzienserinnenkloster Zehdenick. Spätestens 1459 war Großmutz ein Pfarrdorf. Um 1490 war Großmutz ein Dorf in der Herrschaft Ruppin und fiel mit dieser 1524 an die Mark Brandenburg. Nach der Säkularisation des Klosters Zehdenick 1541 gehörte es bis zur Aufhebung der Grundherrschaft zu den landesherrlichen Ämtern Zehdenick (bis 1671), Oranienburg (bis 1834) und Alt Ruppin (bis 1872). Im Jahr 1590 gab es in Großmutz ein Lehnschulzengut und einen Krug. Seit mindestens 1775 gab es eine Windmühle.
1814/15 wurde eine neugotische Kirche errichtet. 
1845 hatte der Ort die Struktur eines Angerdorfes. Im Jahr 1900 war Großmutz eine Landgemeinde mit einer Fläche von 1383 ha im Kerngebiet im Kreis Ruppin der Provinz Brandenburg sowie von 259 ha in der Exklave Großmutzer Rohrlakswiesen im Kreis Niederbarnim. 1946 wurden im Rahmen der Bodenreform in der Sowjetischen Besatzungszone rund 197 ha Bodenfläche aufgeteilt. Seit der Verwaltungsreform von 1952 gehörte Großmutz zum Kreis Gransee des Bezirks Potsdam. Die erste Landwirtschaftliche Produktionsgenossenschaft wurde 1953 gegründet, eine weitere folgte.
Am 1. Januar 1974 wurde Hoppenrade nach Großmutz eingemeindet. Von 1992 bis 1997 wurde die Gemeinde Großmutz durch das Amt Löwenberg verwaltet und wurde 1993 Teil des neuen Landkreises Oberhavel. Am 31. Dezember 1997 wurde das Amt Löwenberg aufgelöst und Großmutz schloss sich mit neun weiteren Gemeinden zur neuen Gemeinde Löwenberger Land zusammen. Großmutz und Hoppenrade bilden seitdem jeweils einen Ortsteil.

## Einwohnerentwicklung
Die folgende Tabelle zeigt die Einwohnerentwicklung von Großmutz zwischen 1875 und 1996 im Gebietsstand des jeweiligen Stichtages:
| Stichtag      | Einwohner | Bemerkungen                                         |
| ------------- | --------- | --------------------------------------------------- |
| 1. Dez. 1875  | 517       | Volkszählung                                        |
| 1. Dez. 1890  | 565       | Volkszählung                                        |
| 1. Dez. 1910  | 530       | Volkszählung                                        |
| 16. Juni 1925 | 502       | Volkszählung                                        |
| 16. Juni 1933 | 486       | Volkszählung                                        |
| 17. Mai 1939  | 440       | Volkszählung                                        |
| 29. Okt. 1946 | 721       | Volkszählung                                        |
| 31. Aug. 1950 | 704       | Volkszählung                                        |
| 31. Dez. 1964 | 435       | Volkszählung                                        |
| 1. Jan. 1971  | 386       | Volkszählung                                        |
| 31. Dez. 1981 | 518       | Volkszählung; mit Hoppenrade                        |
| 3. Okt. 1990  | 475       | Tag der Deutschen Einheit; mit Hoppenrade           |
| 31. Dez. 1996 | 440       | letzter Stichtag vor Gemeindefusion; mit Hoppenrade |